# Аргентинское военное кладбище
Аргентинское военное кладбище (исп. Cementerio de Darwin) — военное кладбище на Восточном Фолкленде, где хранятся останки 237 аргентинских военных, погибших во время Фолклендской войны 1982 года (исп. Guerra de las Malvinas). Оно расположено к востоку от поселения Дарвин, недалеко от места сражения при Гус-Грин, и является точной копией кладбища в Берасатеги, Аргентина.

## История

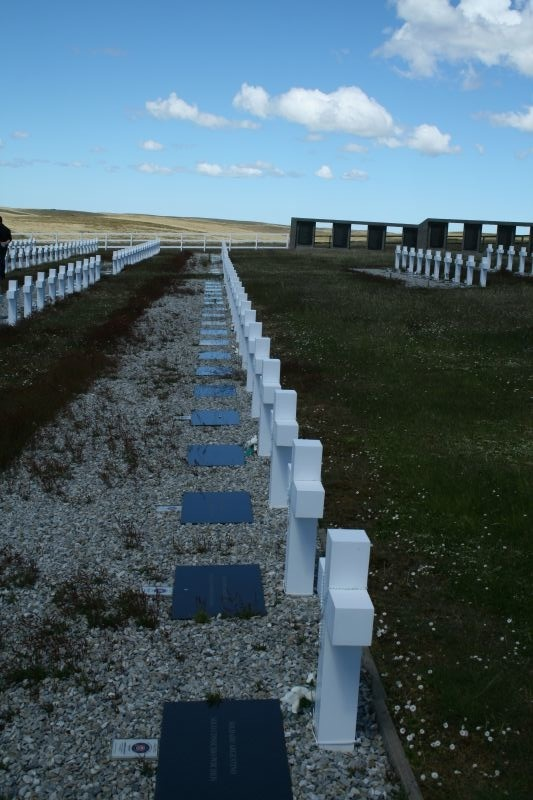
Кладбище в 2008 году

Когда война закончилась 14 июня 1982 года, большинство аргентинских тел были похоронены во временных могилах рядом с тем местом, где они погибли. Британия предложила отправить их в Буэнос-Айрес, но правящая военная диктатура Аргентины заявила, что они уже находятся на своей родине.
В декабре 1982 года британское правительство поручило фирме гражданских гробовщиков под командованием полковника британской армии Джеффри Кардозо объединить все временные аргентинские захоронения на островах в одном месте. При содействии вооруженных сил они идентифицировали и задокументировали каждое аргентинское захоронение и доставили тела в Дарвин. Как и в то время, это была самая большая одиночная аргентинская могила с телами 47 аргентинских солдат, убитых в битве при Гуз-Грин и похороненных там вскоре после битвы
Многие из собранных трупов были без жетонов, поэтому были предприняты все усилия, чтобы идентифицировать каждого солдата по личным вещам, найденным на теле. Все они были похоронены по-христиански с полными воинскими почестями. Каждая могила отмечена белым деревянным крестом с именем солдата, если он известен, или с надписью «аргентинский солдат, известный только Богу» (исп. Soldado Argentino Solo Conocido Por Dios), если нет.
Кладбище защищено обнесенной стеной оградой с кенотафом, включающим изображение покровителя Аргентины, Девы дель Лухан. Рядом с могилами на стеклянных дощечках высечены имена 649 аргентинских солдат, моряков и летчиков, погибших в ходе конфликта, без указания воинского звания или службы, как того требуют их семьи.
После окончания конфликта были захоронены тела ещё трех аргентинских пилотов.
9 ноября 2002 года Принц Эндрю, ветеран Фолклендской войны, посетил аргентинское кладбище и возложил венок. Во время визита принц сказал: «Я потерял друзей и коллег, и я знаю, каково это должно быть для очень многих аргентинцев, которые разделили тот же опыт».
После совместного заявления Великобритании и Аргентины от 14 июля 1999 года аргентинские семьи несут ответственность за содержание кладбища, и в 2007 году Себастьян Сокодо, аргентинец, женатый на жительнице Фолклендских островов, был нанят для выполнения работы по содержанию кладбища.

## Местоположение
Хотя это кладбище в Аргентине называют кладбище Дарвина (исп. Cementerio de Darwin), оно находится в нескольких милях от поселения Дарвина. На Дарвиновском кладбище, которое находится непосредственно в поселке, аргентинцы не похоронены.

## Акты вандализма

### Вандализм в 2012
В июле 2012 года стеклянный корпус, защищающий фигуру покровительницы Аргентины, Девы Марии из Лухана, во главе кладбища был разбит чем-то похожим на топор.
Аргентина направила официальный протест британскому правительству и проинформировала об этом Организацию Объединённых Наций и Международный Красный Крест. Себастьян Сокодо, аргентинец-фолклендец, отвечающий за содержание кладбища, сказал, что семьи были уведомлены и что не ясно, когда это произошло и кто виновники. Полиция Фолклендских островов провела расследование, и стеклянный корпус был отремонтирован.

### Вандализм в 2017
Ещё один акт вандализма был обнаружен в январе 2017 года, когда было разбито стекло и повреждена голова статуи Девы Марии Луханской. Министерство иностранных дел Аргентины направило британскому правительству официальную жалобу с осуждением вандализма и призывом провести расследование. В заявлении правительства Фолклендских островов этот акт был охарактеризован как «вызывающий беспокойство у семей (солдат) и сожаление народа Фолклендских островов», и Королевская полиция Фолклендских островов начала расследование. Бывший министр иностранных дел Великобритании сэр Алан Дункан принес свои извинения аргентинскому правительству, приветствуя это расследование.

## Идентификация с использованием ДНК
В рамках совместного проекта между Великобританией, Фолклендскими островами, правительством Аргентины и Международным Комитетом Красного Креста судебно-медицинская группа эксгумировала, проанализировала и задокументировала останки в каждой из неопознанных могил на аргентинском кладбище с использованием этой ДНК по сравнению с ДНК живых членов семьи. Проект идентификации ДНК был совместно профинансирован правительствами Великобритании и Аргентины в качестве гуманитарной инициативы в соответствии с международным правом. 13 сентября 2016 года в совместном сообщении Великобритании и Аргентины обе страны выразили свою полную поддержку процессу идентификации ДНК в отношении всех неизвестных аргентинских солдат, похороненных на Фолклендских островах. Многонациональная судебно-антропологическая группа Красного Креста в составе 14 человек начала свою работу в июне 2017 года с анализа образцов в лаборатории аргентинской судебно-антропологической группы, а ученые из Соединенного Королевства и Испании подтвердили результаты анализа ДНК.
К марту 2018 года были подтверждены личности 90 тел, и более 200 родственников этих солдат впервые смогли посетить настоящую могилу. 26 марта 2018 года министр Аргентины по правам человека Клаудио Авруй сопровождал аргентинские семьи вместе с отставным полковником британской армии Джеффри Кардозо, который первоначально отвечал за похороны аргентинских погибших сразу после конфликта. Этот визит включал в себя религиозную церемонию, совместно проведенную вспомогательным епископом Буэнос-Айреса епископом Эгией Сеги и преосвященным аббатом Хью Алланом из Соединенного Королевства. С тех пор после получения дополнительных образцов ДНК от родственников в настоящее время идентифицировано около 115 тел, и программа, согласованная с правительством Великобритании и Фолклендских островов, направлена на идентификацию оставшихся 10 тел.